# Huset Bragança

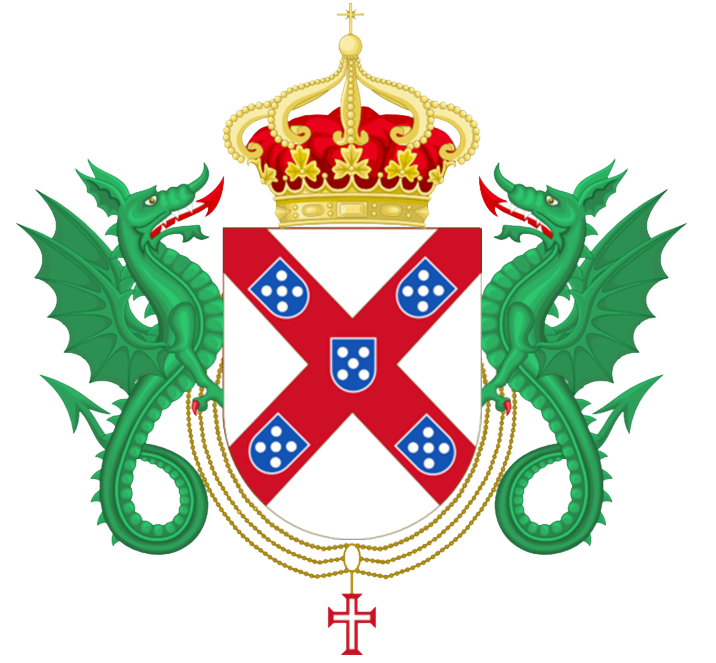
Huset Braganças vapen

Bragança eller Braganza är den till 1853 i Portugal och till 1889 i Brasilien regerande dynastin, uppkallad efter staden Bragança.
Dess stamfader är Alfons, hertig av Bragança (död 1461), oäkta son till Johan I av Portugal. Då kungaätten 1580 dog ut, framställde Johan av Bragança gentemot Filip II av Spanien anspråk på den portugisiska tronen. Först efter Portugals frigörelse lyckades huset Bragança genom Johan IV av Portugal komma till makten. 
Napoleon I förklarade 1807 huset Bragança tronen förlustig, och kung Johan VI av Portugal flydde till Brasilien. Hans son Peter blev kejsare av Brasilien 1822, och därmed klövs huset Bragança i två linjer. Efter Johan VI:s död 1826 abdikerade Peter I till förmån för sin dotter Maria II av Portugal. Med henne utslocknade huset Bragança i Portugal. Hennes ättlingar med Ferdinand av Sachsen-Coburg-Gotha, vilka utslocknade med Emanuel II av Portugal, räknades dock till huset Bragança. En sidolinje, härstammande från Mikael I av Portugal lever ännu kvar.
I Brasilien efterföljdes Peter I av sin son Peter II av Brasilien, vilken senare fördrevs genom revolutionen 1889. Med hans död 1891 utslocknade huset Braganças brasilianska linje på svärdssidan och på spinnsidan med hans dotter Isabella (död 1921). Hennes ättlingar har antagit ättenamnet Orléans-Bragança.